# Перо Чолић
Перо Чолић (Старо Село, 4. октобар 1937 — Београд, 5. септембар 2006) био је генерал-мајор Војске Републике Српске.

## Биографија
Рођен је 4. октобра 1937. године у селу Старо Село, општина Гламоч, срез Гламочки, Врбаска бановина, Краљевина Југославија (данашња Федерација БиХ, Босна и Херцеговина). Завршио је основну школу и два разреда средње економске школе. У чину десетара, на одслужењу војног рока у Билећи, завршио је курс за активне подофицире. Произведен је у чин водника те ступио у активну службу.
Током службовања положио је испит за унапређење у чин официра, Политичку школу ЈНА и Школу усавршавања официра за оперативно наставне послове нивоа пук-дивизија. Ванредно унапријеђен у чин генерал-мајора 8. новембра 1996. године.
Службу у ЈНА је обављао у гарнизонима Ваљево, Ђаковица, Бања Лука, Травник и Приједор. Распад Југославије га је затекао у гарнизону Приједор у чину потпуковника.
Војсци Републике Српске приступио је 15. маја 1992. године. Обављао је дужност команданта 5. козарске лаке пјешадијске бригаде.
Послије рата у БиХ био је помоћник команданта Оперативне групе Добој, референт у Органу за морал, информисање и правне послове команде Првог крајишког корпуса у Бања Луци и начелник Генералштаба ВРС у Бјељини. Пензионисан је 31. октобра 1997. године.
Опјеван је у пјесми „Пуковниче Чолићу” Родољуба Рокија Вуловића.
Преминуо је 5. септембра 2006. године у Београду. Сахрањен је на гробљу Орловача.

## Одликовања
Одликован је:
- Орденом за војне заслуге са сребрним мачевима
- Орденом Народне армије са сребрном звијездом
- Карађорђевом звијездом трећег реда
- Карађорђевом звијездом другог реда.[4]